# Chalampé
Chalampé település Franciaországban, Haut-Rhin megyében. Lakosainak száma 996 fő (2022. január 1.). Chalampé Rumersheim-le-Haut és Bantzenheim községekkel határos.

## Népesség
A település népességének változása:
| Lakosok száma | 967  | 955  | 969  | 950  | 951  | 970  | 978  | 987  | 996  |
|               | 2013 | 2015 | 2016 | 2017 | 2018 | 2019 | 2020 | 2021 | 2022 |